# Junta General del Principado de Asturias (Antiguo Régimen)
La Junta General del Principado de Asturias fue una institución representativa y de gobierno propia del Antiguo Régimen en el Principado de Asturias, creada en el siglo xv y que existió hasta el año 1835 cuando fue sustituida por la Diputación Provincial de Oviedo. El actual parlamento autonómico asturiano se llama Junta General del Principado de Asturias en su recuerdo.

## Origen
Su origen se vincula a la creación del Principado de Asturias, cuando en 1388 Juan I de Castilla concedió la dignidad de Príncipe de Asturias a su primogénito Enrique III de Castilla, que le otorgaba jurisdicción sobre el territorio  y la configuración de éste como territorio realengo. En 1444, el príncipe Enrique IV de Castilla, intentó hacer efectivo este mayorazgo regio, recordando a las villas de Asturias que pertenecían al señorío del príncipe frente a la opresión señorial de la Casa de Quiñones y otras grandes familias nobles. Reclama su derecho a la propiedad y señorío del villazgo asturiano, tomando posesión del mismo por medio de tres personeros asturianos, los capitanes Fernando Valdés, Gonzalo Rodríguez Argüelles y Juan Pariente de Llanes. El príncipe jura continuar la posesión del Principado, de amparar a sus naturales de la violencia señorial y de no dividir ni enajenar su territorio. A este fin, el 16 de noviembre de 1444  se convoca una Junta General de procuradores de concejos de Asturias, donde los procuradores de dieciséis concejos (Oviedo, Avilés, Siero, Sariego, Cabrales, Maliayo, Colunga, Caravia, Amieva, Caso, Laviana, Aller, Lena, Gozón, Carreño y Corvera), reunidos según lo avemos de uso y costumbre, presentaron al príncipe Enrique diversos capítulos tendentes a garantizar la autonomía concejil y fueros de la región, el juramento de respetar sus libertades y privilegios, el compromiso de respetar su jurisdicción ordinaria y el compromiso de no sacar hidalgos de Asturias para la guerra.

## Organización y funciones

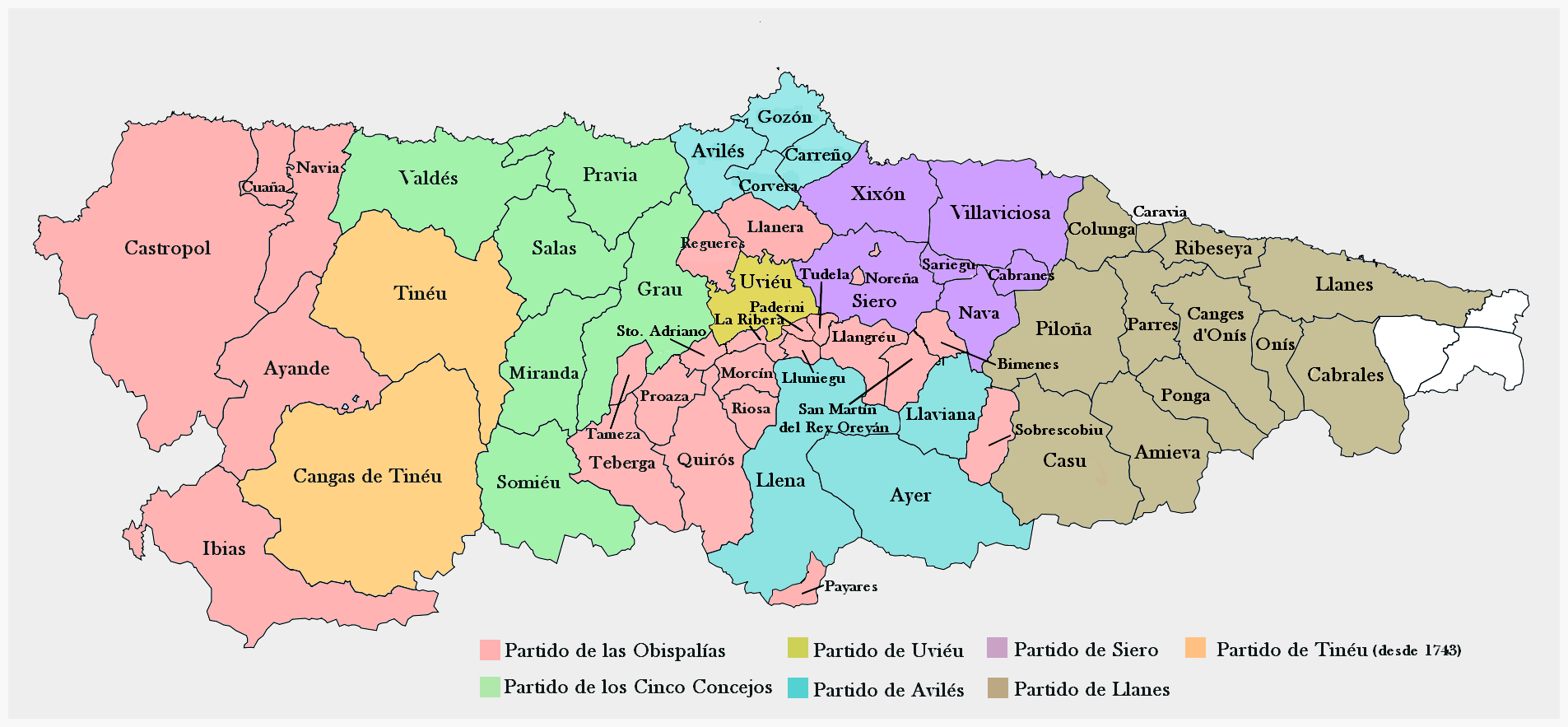
Concejos con procurador en la Junta General del Principado y Partidos para el nombramiento de Diputado.

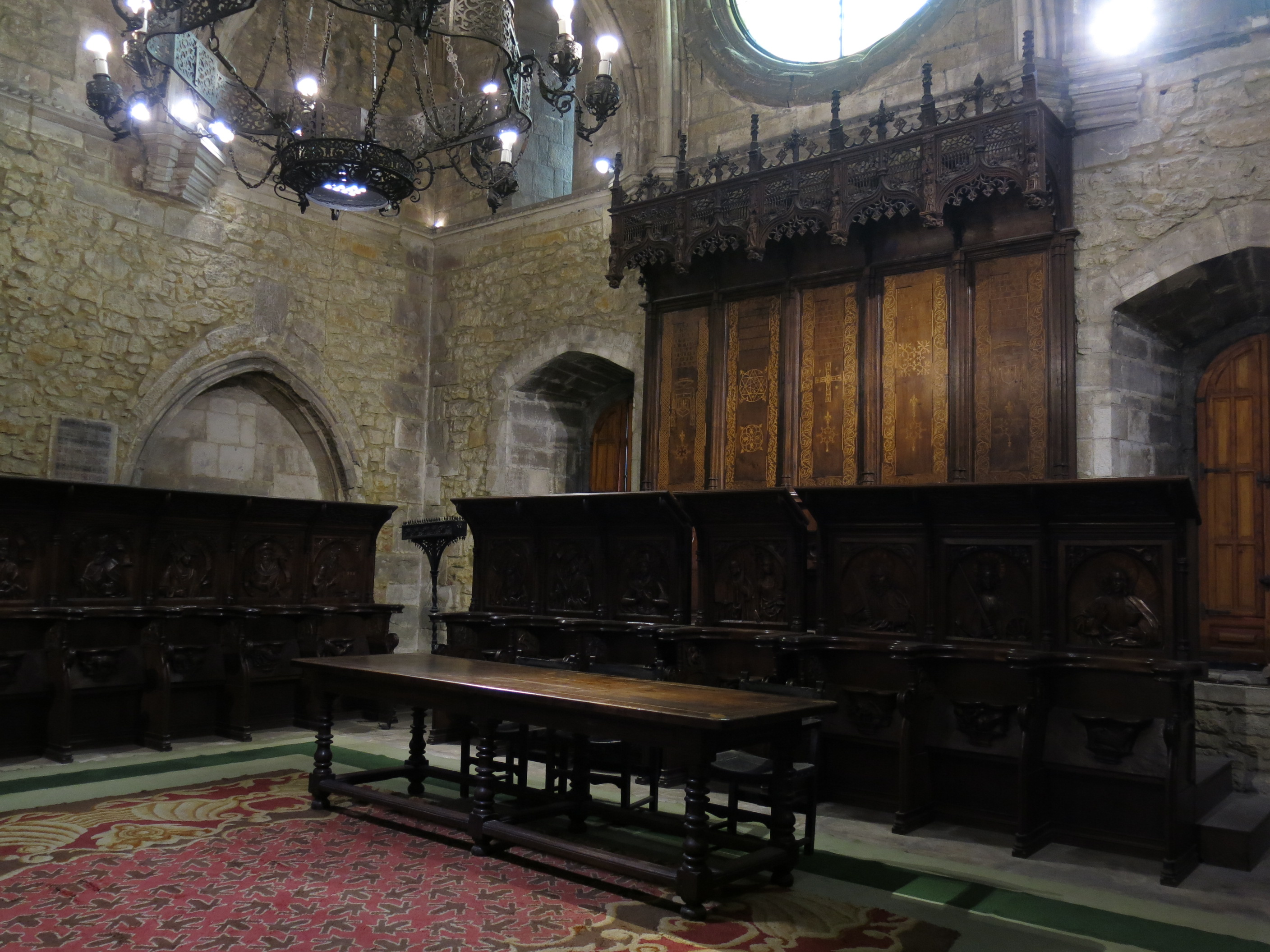
Sala Capitular de la catedral de Oviedo, donde desarrollaba sus sesiones la Junta General del Principado.

La Junta General era una asamblea formada por representantes (procuradores) de los 58 concejos de las Asturias de Oviedo , agrupados en siete partidos para la defensa de sus intereses: Oviedo, Llanes, Grado, Avilés, Siero, Obispalías y desde 1743, Cangas de Tineo y Tineo. 
Era presidida por el delegado del poder real en Asturias, llamado merino, corregidor (desde el siglo XV) o regidor (desde 1717), lo que pone de manifiesto el sometimiento de la Junta General a dicho poder real y su vertiente de órgano al servicio del monarca. Pero su carácter de órgano representativo de la provincia hace que las atribuciones de aquel se limiten de forma importante. Así, el presidente convocaba la Junta, cada tres años a petición del procurador general; no tenía voto en la Junta (salvo el de calidad), y debía conformarse con lo acordado por la mayoría de los procuradores sin poder revocar ningún acuerdo de los mismos. El control de la Junta sobre el Corregidor del rey llegó a tal extremo que le fue impuesta la compañía de dos regidores de cada concejo, villa o lugar que visitase.
Se reunía en la sala capitular de la catedral de Oviedo por trienios. Durante este tiempo, la Diputación permanente (compuesta por los siete diputados de cada partido) se reunía tres veces al año (enero, mayo y septiembre) para ejecutar los acuerdos alcanzados por la Junta General, pero sin poder resolver sobre otros nuevos, en cuyo caso debía convocar una Junta extraordinaria. La Junta ejercía una doble función, la de órgano de representación de Asturias en el reino y la de órgano de gobierno interno.

### La Junta como órgano de representación de Asturias en el reino
Como representante de Asturias en el reino la Junta General estaba al servicio del rey y cuidaba del cumplimiento de la normativa real organizando los servicios monetarios y de hombres que el monarca solicitaba. Pero, sirviendo a los propios intereses de Asturias, también debía velar por la defensa de los fueros. Esta defensa de los usos tradicionales y de las particularidades existentes, sobre todo en los ámbitos político-administrativo, fiscal, militar y agrícola, se realizaba bien a priori, a través de la iniciativa legislativa, o bien a posteriori, fiscalizando la normativa generada desde Castilla para adaptala a las particularidades de Asturias.
- Iniciativa legislativa: Aunque la Junta carecía del poder de legislar, si disponía de competencia para proponer las Ordenanzas Generales que reglamentaran las actividades económicas y recogieran los usos y costumbres tradicionales que convenía conservar. Aunque su aprobación final siempre estaba supeditada a la decisión regia. Las Ordenanzas eran de obligada aplicación una vez recibida la sanción real.

- Derecho de representación: Con el ejercicio de este derecho, la Junta elevaba representaciones (recursos) por vía ordinaria, generalmente al Consejo de Castilla o directamente al Rey, con el fin de evitar la aplicación del Derecho general de Castilla cuando se oponía a costumbres jurídicas arraigadas, como lo fue en el caso de algunos contratos agrarios,[6][7] o la presunta imposibilidad de cubrir los cupos y levas al ejército del Rey, bajo el argumento de la inexistencia de plebeyos con los que cubrir plazas según la idea de hidalguía universal asturiana: Aquella provincia tiene el distintivo de ser el solar conocido de la nobleza de todo el Reyno [...]. Todos los asturianos indistintamente gozaban de la calidad de nobles.[8]

- Contrafuero: Con el ejercicio del contrafuero,[9] instrumento mucho más eficaz por tener efectos suspensivos pero utilizado sólo de forma extraordinaria. Se basaba en el principio de «obedecer pero no cumplir» la normativa real contraria a la costumbre o norma local. Al derecho de contrafuero se refiere el apoderado de Ribadesella en la Junta General de 1757: Si contra el derecho comunal de algún pueblo fueren dadas algunas letras, no deven ser cumplidas, ca son a daño de muchos, dévese suplicar y rogar al Rey sobre ellas (AHA, Junta General, libro 109) y Gaspar Melchor de Jovellanos sabemos los derechos que da al Principado su Constitución; sabemos que tiene el de no obedecer y reclamar toda providencia que fuese contraria a ella y de resistirlas hasta donde le permitan su fidelidad y su respeto. Aunque representaba un verdadero límite jurídico al poder real, no era un límite absoluto pues en Castilla dicha normativa no se consideraba nula sino anulable, de modo que tan sólo se suspendía su ejecución hasta la correspondiente resolución del recurso por el propio Rey.[10]

### La Junta como órgano de gobierno interno
En general, como órgano ocupado del gobierno de la provincia intervenía en los más variados asuntos: obras públicas y comunicaciones, agricultura, ganadería, caza y pesca (Acuerdo por el que se levanta cualquier veda estacional para la caza de perdices y la pesca de trucha), riqueza forestal (Autorización de tala de robles comunales para la construcción de vivienda), abastecimiento y bienestar de los vecinos, régimen de la propiedad de la tierra, industria, comercio (licencia de la Junta para la exportación de grano fuera de Asturias hacia otras provincias), en sanidad (Acuerdo para la prohibición de desembarco de naves procedentes de Andalucía en los puertos del Principado a raíz de la peste surgida en Sevilla), beneficencia, educación y mejora de la administración de justicia. El ejercicio de todas estas funciones –a través de costumbres, acuerdos, representaciones, memoriales, recursos, etc.– dependía en buena medida de la capacidad económica de la provincia, que contaba con su propia hacienda, que recaudaba, administraba e invertía la Junta General.

## El centralismo borbónico
La reorganización político-administrativa iniciada en 1717 por el primer borbón, Felipe V, a través de la instalación de la Real Audiencia, como tribunal superior de justicia y nueva institución delegada del poder real para el gobierno provincial, supuso una mayor sumisión de Asturias al poder real. El nuevo representante de dicho poder cesó de jurar ante la Junta el respeto al ordenamiento jurídico local, tal y como tradicionalmente venían haciendo los antiguos delegados reales o corregidores. Ante tal reforma, la respuesta de la Junta General asturiana fue la férrea oposición a la nueva institución, por vulnerar el tradicional sistema de gobierno de Asturias, lo que obligó a derogar en 1727 la previsión que sometía a la aprobación de la Audiencia los acuerdos tomados por la Junta. Tampoco prosperó la iniciativa de inclusión fiscal de Asturias en la Intendencia de León y la Junta General siguió administrando los tributos en Asturias. En última instancia Joaquín Murat la igualaba a las Juntas de Navarra, Vizcaya, Guipúzcoa y Álava, cuando recibió el encargo de Napoleón Bonaparte de convocar la Asamblea de Bayona en 1808.

## La Junta soberana

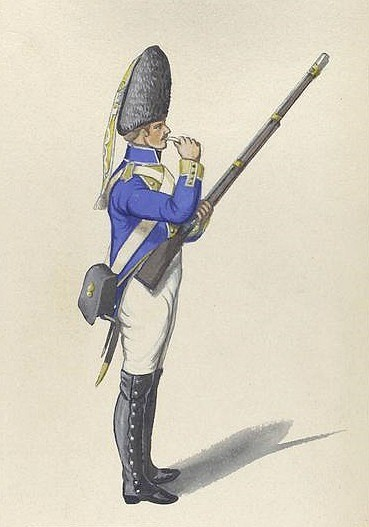
La Guardia de honor de la Junta Suprema del Principado se formó con granaderos irlandeses del Regimiento Hibernia, quienes por casualidad uniformaban con los colores del Principado.

De todos modos, nunca llegó a olvidarse la alteración de la constitución política asturiana, sobre todo en los momentos de debilidad del poder central, como ocurrió durante la Guerra de la Independencia, cuando, a la menor oportunidad, se sometió a la Audiencia a la autoridad de la Junta. El 25 de mayo de 1808 la Junta General se proclamaba soberana, rebelándose contra el poder central, enviaba embajadores a Inglaterra, organizaba un ejército y declaraba la guerra a Napoleón, mudaba su nombre a Junta Suprema del Principado de Asturias y se dotaba de una Guardia de honor con los granaderos irlandeses del Batallón 1º de Hibernia, quienes por casualidad, vestían el uniforme con los colores del Principado. El hecho de que no se tratase de una Junta revolucionaria era subrayado por John Hunter, agente civil británico en Asturias, en comunicación de agosto de 1808 a George Canning: La Junta que ahora se encuentra reunida no es una asamblea formada a raíz de una revolución, como ha sucedido en casi todas las demás provincias, sino que es una asamblea que, siguiendo la constitución del Principado, se reúne cada tres años para discutir los intereses generales y votar los tributos a la Corona.
En mayo de 1809, el marqués de la Romana suprime por la fuerza de las armas la Junta Suprema de Gobierno de Asturias, heredera de la Junta General, su defensa ante el nuevo poder central, la Junta Central Suprema Gubernativa del Reino, la abanderaron el ilustrado Jovellanos y el liberal Álvaro Flórez Estrada, quien se presentaba como procurador general del Principado de Asturias y como tal individuo nato de aquella Junta constitucional, a quien por razón de su oficio incumbe la obligación sagrada de reclamar se conserven ilesos todos los fueros y privilegios que les concede su Constitución.

## Reacción absolutista
Tras la guerra de la Independencia y los siguientes períodos liberales, la Junta General ve disminuir efectivamente su capacidad de actuación en el gobierno de la provincia. Sobre todo desde 1823, cuando Fernando VII ve en la misma un carácter representativo, asambleario e incluso popular, que le recordaba a las instituciones liberales, lo que le lleva, primero, a no convocar la Junta General, y, luego, en 1825, a cesar la Diputación. El Intendente Militar en el Principado Diego de Aguirre y Rosales, advertía al monarca que la Junta General sirvió de pauta para la formación de las fatales Cortes. Pese a todo, la institución logró sobrevivir gracias a la defensa de los fueros y privilegios mantenida por los diputados cesados. Ramón Álvarez Valdés, en una representación elevada al rey en 1825:

Dicho establecimiento es uno de los fueros y privilegios que tenía el Principado de Asturias cuando se incorporó a la Corona, y desde entonces reconocido y conservado por todos los augustos predecesores de Vuestra Majestad, y no parece justo que, sin razón ni motibo, se pribe al Principado de su Junta General y cuando otras provincias del Reyno, cual son las Vascongadas, Nabarra y Aragón, conserban sus fueros y pribilegios.

## Liberalismo y fin del antiguo régimen
Como ha quedado dicho, el 31 de octubre de 1835, se firma la última acta de sesiones de las Juntas Generales y Diputaciones del Principado de Asturias, dando cumplimiento al real decreto de 21 de septiembre de ese mismo año, que había ordenado el establecimiento de las Diputaciones provinciales en todas las provincias, redefinidas tras la división de 1833, pese a la última representación por la que el diputado Francisco Bernaldo de Quirós solicitaba a Isabel II que se digne conservar al Principado la inmemorial prerrogativa y costumbre de reunirse en Junta General y Diputación con arreglo a sus fueros y ordenanzas.  